# Hérimoncourt
Hérimoncourt é uma comuna francesa na região administrativa de Borgonha-Franco-Condado, no departamento de Doubs. Estende-se por uma área de 7,29 km². Em 2010 a comuna tinha 3 739 habitantes (densidade: 512,9 hab./km²).